# La Belle et la Bête (film, 2014)
Pour l’article homonyme, voir La Belle et la Bête.
Pour plus de détails, voir Fiche technique et Distribution.
La Belle et la Bête est un film fantastique franco-germano-hispanique écrit et réalisé par Christophe Gans, sorti en 2014.
Le film se déroule en France en 1810. Monsieur de Beaufremont, un riche armateur, se retrouve ruiné après le naufrage de ses trois navires. Il s’exile à la campagne avec ses six enfants, dont la plus jeune, Belle, énergique et généreuse. Lors d’un voyage éprouvant, il se perd dans une tempête de neige et se réfugie dans un château fantastique. Ayant cueilli une rose pour Belle, il est condamné à mort par le maître des lieux, la Bête.
Il s'agit d'une adaptation du conte La Belle et la Bête de Gabrielle-Suzanne de Villeneuve, publié en 1740.

## Synopsis
Monsieur de Beaufremont, un riche armateur, connaît la ruine après que ses trois navires aient sombré en mer, anéantissant ainsi son commerce et ses espoirs de maintenir sa fortune. Obligé de quitter la ville, il s'installe avec ses six enfants dans une maison à la campagne. Parmi eux, Belle, la plus jeune, est la seule à accepter avec joie ce changement de vie, adoptant une attitude positive malgré les circonstances. Ses sœurs aînées, en revanche, regrettent leur vie précédente et se montrent mécontentes.
Un jour, un message arrive, informant Monsieur de Beaufremont qu'un de ses navires a été retrouvé. Espérant pouvoir récupérer au moins une partie de sa fortune, il se prépare à retourner en ville. Ses deux filles aînées, toujours préoccupées par le luxe, lui demandent de leur rapporter des objets coûteux, tandis que Belle, plus modeste, ne demande qu'une simple rose. Cependant, à son arrivée, le marchand découvre que le navire et sa cargaison ont été saisis pour régler ses dettes, laissant ses espoirs anéantis.
Sur le chemin du retour, alors qu'il se perd dans une tempête de neige, le marchand trouve refuge dans un château mystérieux. Là, tous ses besoins sont miraculeusement comblés : nourriture, les objets demandés par ses filles, et même son cheval blessé, qui est soigné. Avant de repartir, il cueille une rose dans le jardin pour Belle. Mais ce geste attire la colère du maître des lieux, la Bête, qui accuse le marchand de vol malgré l'hospitalité qu'il a reçue. En guise de punition, la Bête exige que le marchand revienne pour payer de sa vie après avoir dit adieu à ses enfants.
Apprenant le sort qui attend son père, Belle, se sentant responsable, décide de prendre sa place et se rend au château. À son arrivée, elle est accueillie par la Bête, qui lui accorde la liberté de se promener dans le château à sa guise, à la condition de partager le dîner avec lui chaque soir. Belle fait alors un rêve étrange où elle découvre des fragments du passé de la Bête : un prince autrefois arrogant, passionné par la chasse, mais qui négligeait la princesse qui l'aimait et souffrait de sa solitude.
Le prince était obsédé par un cerf doré insaisissable, et lorsque la princesse lui demande de cesser de le chasser, il accepte à condition qu'elle lui donne un fils. Lors d'un des dîners, la Bête tente de séduire Belle, mais celle-ci le repousse, provoquant une grande colère chez lui. Toutefois, il se repent rapidement de son comportement et présente ses excuses. Belle accepte alors de danser avec lui, à condition de pouvoir revoir sa famille une dernière fois. La Bête lui demande alors de lui offrir son amour, mais Belle insiste pour voir sa famille d'abord. Devant son refus, elle le rejette de nouveau.
Cette nuit-là, Belle assiste, horrifiée, à une scène où la Bête chasse et tue un sanglier. Choquée par la sauvagerie de l'acte, elle tente de s'enfuir, mais la Bête la rattrape sur un lac gelé. Alors qu'il tente de l'embrasser, la glace sous Belle se brise. La Bête la sauve de la noyade et la ramène au château, où il consent finalement à la laisser partir, lui offrant une petite fiole d'eau magique aux propriétés curatives. Il lui explique que si elle ne revient pas d'ici un jour, il mourra de chagrin.
Belle retourne chez elle et découvre son père alité et mourant. Son frère aîné, Maxime, remarque un bijou précieux sur les vêtements de Belle. Soupçonnant que le château pourrait contenir d'autres trésors, il envisage d'y aller pour régler sa dette envers le gangster Perducas. Maxime guide Perducas et ses hommes jusqu'au château, tandis que Belle fait un autre rêve où elle découvre la véritable origine de la malédiction. Le prince, brisant sa promesse à la princesse, tue finalement le cerf doré. Le cerf, dans un dernier souffle, se transforme en la princesse, révélant qu'elle était en réalité la Nymphe de la Forêt. Devenue humaine pour connaître l'amour, elle est tuée par celui qu'elle aimait. En punition, son père, le Dieu de la Forêt, transforme le prince en Bête, décrétant que seul l'amour véritable d'une femme pourrait rompre la malédiction.
Belle utilise la fiole d'eau magique pour guérir son père, puis se rend au château avec son jeune frère Tristan, où ils arrivent juste au moment où la Bête est sur le point de tuer les intrus à l'aide de géants de pierre ayant pris vie. Elle parvient à l'arrêter en le suppliant de faire preuve de clémence. Mais Perducas, dans un acte de lâcheté, poignarde mortellement la Bête. Soudain, des vignes commencent à pousser autour du château, tuant Perducas en l'enserrant et le transformant en arbre humain. Poursuivis par les vignes, Belle et Tristan transportent la Bête mourante jusqu'à une source d'eau curative. Dans un dernier souffle, la Bête demande à Belle si elle pourrait l'aimer, ce à quoi elle répond qu'elle l'aime déjà. À cet instant, la Bête se transforme de nouveau en prince humain, rompant la malédiction et stoppant la marche des vignes et des géants de pierre.
L'histoire se termine avec Belle racontant son aventure à ses deux jeunes enfants. La famille vit désormais dans la maison de campagne, où son père est devenu marchand de fleurs. Belle sort pour retrouver son époux, le prince, et les deux s'embrassent tendrement.

## Fiche technique
- Titre original : La Belle et la Bête
- Réalisation : Christophe Gans[3]
- Scénario : Christophe Gans et Sandra Vo-Anh, d'après l’œuvre de Gabrielle-Suzanne de Villeneuve
- Musique : Pierre Adenot
- Direction artistique : Virginie Hernvann, Wolfgang Metschan, Andreas Olshausen et Etienne Rohde
- Décors : Thierry Flamand
- Costumes : Pierre-Yves Gayraud
- Photographie : Christophe Beaucarne[4]
- Son : Damien Lazzerini, Cyril Holtz, Seva Solntsev, Roland Winke, Nicolas Becker, Ken Yasumoto
- Montage : Sébastien Prangère
- Production : Richard Grandpierre

Production exécutive : Jasmin Torbati
Production déléguée : Frédéric Doniguian
Production associée : Vivien Aslanian, Daniel Marquet et Florian Genetet-Morel
Coproduction : Romain Le Grand, Christoph Fisser, Henning Molfenter et Charlie Woebcken
- Sociétés de production[5] :
  - Sociétés de Coproduction (France) : Pathé Films, TF1 Films Production, Studios de Babelsberg, Eskwad et 120 Films
  - avec la participation de (France) : Canal+, Ciné+ et TF1
  - en association avec (Espagne) : Atresmedia Cine
- Sociétés de distribution :
  - France : Pathé Distribution
  - Allemagne : Concorde Filmverleih
  - Espagne : DeAPlaneta
- Budget : 45 millions de $[6]
- Pays d’origine :  France,  Allemagne,  Espagne
- Langue originale : français, anglais
- Format[7] : couleur - 35 mm / D-Cinema - 2,39:1 (Cinémascope)
- Genre : fantastique, drame, romance, thriller
- Durée : 112 minutes
- Dates de sortie[8] :
  - France, Belgique, Suisse romande : 12 février 2014
  - Allemagne : 14 mars 2014 (Berlinale) ; 1er mai 2014 (sortie nationale)
  - Espagne : 14 mars 2014
  - Québec : 24 septembre 2014 (Festival de cinéma de la ville de Québec) ; 10 octobre 2014 (sortie nationale)[9]
- Classification[10] :
  - France : tous publics[11]
  - Allemagne : enfants de 6 ans et plus (FSK 6)
  - Espagne : déconseillé aux enfants de moins de 7 ans[12]

## Distribution
- Vincent Cassel : la Bête / le Prince
- Léa Seydoux : Belle de Beaufremont
- André Dussollier : Monsieur de Beaufremont, le père
- Eduardo Noriega[13] : Perducas
- Myriam Charleins : Astrid
- Audrey Lamy : Anne de Beaufremont
- Sara Giraudeau : Clotilde de Beaufremont
- Jonathan Demurger : Jean-Baptiste de Beaufremont
- Nicolas Gob : Maxime de Beaufremont
- Louka Meliava : Tristan de Beaufremont
- Yvonne Catterfeld : la princesse (nymphe des forêts)
- Mickey Hardt : Etienne
- Richard Sammel : le tenancier
- Pavel Novotný : un brigand

## Production

### Développement
En 2011, la rumeur parle d'une nouvelle adaptation cinématographique du conte La Belle et la Bête, vingt ans après le classique d'animation des studios Disney. Le nom du réalisateur mexicain Guillermo del Toro et de la comédienne Emma Watson sont évoqués.
Au même moment en France, Christophe Gans termine d'écrire un ambitieux scénario en collaboration avec l'écrivain Sandra Vo Anh, à la fois basé sur le texte original de Gabrielle-Suzanne de Villeneuve et rendant hommage au classique de 1946 réalisé par Jean Cocteau. « Je décrirais ce film comme une nouvelle vision de cette célèbre histoire d'amour mais aussi comme la première vraie adaptation du texte original », déclare le cinéaste à Variety. « Il faut savoir que Cocteau avait adapté un court texte qui était avant tout destiné à l'éducation française des enfants anglais du XVIIIe siècle. Du coup, je me suis tourné vers le conte écrit vingt ans auparavant (…) ». « La difficulté, je crois, vient du fait que la version Cocteau et la version Disney (que je n’aime pas) ont imposé des éléments qui ne sont pas dans le conte de Madame de Villeneuve mais qui sont désormais ancrés dans l’inconscient collectif (...) Avec ma version, j’entends apposer une grille de décodage plus contemporaine, avec des réflexions sur l’écologie ou encore sur les classes sociales, surtout en cette période de crise économique. Une part importante du film est consacrée à la chute sociale du marchand, à l’invasion de sa maison par des huissiers. Le remède à une pareille situation ? L’amour et l’imagination. Des valeurs qui ne coûtent rien et qui ne sont pas imposables ! »
Le film, produit par Richard Grandpierre et sa société Eskwad, est annoncé au Festival international du film de Berlin.
Le film est inspiré par l’œuvre de Hayao Miyazaki « parce qu'ils sont bâtis sur un système de valeurs humaines, écologiques, civilisationnelles, les œuvres du maître japonais ont su transcender les barrières culturelles et représenter pour le public international la quintessence du sentiment féérique », déclare Christophe Gans à Variety. « Avec ce film, je veux lâcher mon imagination. Bien que je veuille conserver la narration de ce conte intemporel, avec ses personnages et son rythme, je vais surprendre le public en créant un tout nouvel univers jamais exploré auparavant et produire des images d'une qualité sans précédent. Chacun de mes films a été un défi, mais celui-ci sera, de loin, le plus excitant et gratifiant ».
« Ce n'est pas la version de Cocteau ni de Disney, il a voulu repartir du conte original, qui était en fait une métaphore sur la fin de l'aristocratie », explique Vincent Cassel sur RTL.

### Attribution des rôles

#### La Belle

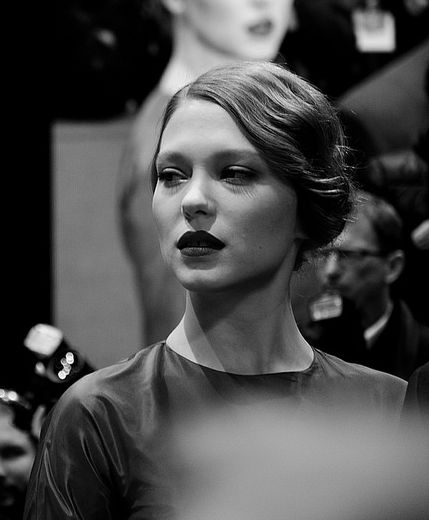
Léa Seydoux, pour la présentation du film au Festival de Berlin 2014.

Concernant Léa Seydoux dans le rôle de Belle : « Léa a un côté têtu, frontal, qu'on a complètement versé dans le personnage. Lors de notre première rencontre, elle était lumineuse alors que dans la plupart des films, elle a tendance à tirer la gueule. J'ai trouvé ça très intéressant à exploiter. » explique le réalisateur.
Le rôle du père de Belle a d'abord été donné à Gérard Depardieu, avant de revenir à André Dussollier : « Gérard Depardieu, qui devait le jouer, nous a fait faux bond deux semaines avant le début du tournage. Il a fallu réagir vite […]. Léa et André se sont très bien entendus et ont trouvé une façon de suggérer leur proximité par des échanges de regards. C’est venu naturellement, sans insistance de ma part. Le résultat est très beau à l’écran ».
Sara Giraudeau et Audrey Lamy incarnent Anne et Clotilde, les sœurs de Belle. Eduardo Noriega interprète Perducas, mauvaise fréquentation de l'un des frères, qui va affronter la Bête.

#### La Bête
Christophe Gans dirige à nouveau Vincent Cassel, onze ans après Le Pacte des loups. Le comédien interprète le rôle du Prince transformé en Bête. « À partir du moment où je voulais un casting français, qui d'autre pouvait jouer la Bête à part Vincent Cassel ? Un prince de la Renaissance, arrogant, à la fois romanesque, cyclothymique, un peu Barbe bleue sur les bords, qui va commettre un crime irréparable et tomber amoureux d'une jeune fille ? […] » déclare le réalisateur. « Dans mon film, l’histoire du Prince transformé en bête occupe une bonne part du métrage. J’ai également recentré l’histoire sur Belle, ce personnage qui quitte son statut de petite fille amoureuse de son papa pour celui d’une femme capable d’aimer un homme, quelle que soit son apparence ».
« Quand Patrick Tatopoulos, qui avait la charge de concevoir la Bête, m’a demandé à quoi je voulais qu’elle ressemble (...) je lui ai dit qu’elle devait être le symbole d’un empire qui vit ses derniers jours. Or, le symbole de l’Empire le plus répandu à Paris, c’est le lion. J’ai donc dit à Patrick : "Notre Bête, c’est le lion du Denfert-Rochereau" ».
La Bête prend vie grâce à la technologie de la capture de mouvement, évitant ainsi les longues heures de maquillages : « Dans le costume que nous avons créé pour Vincent, on retrouve un condensé de tout ce que j’aime dans le fantastique classique : Le Fantôme de l'Opéra, le comte Dracula, le héros défiguré de Phantom of the Paradise… Les monstres de cinéma doivent être de belles créatures ». L'acteur décrit le tournage du film comme étant « une expérience exceptionnelle. Je n'avais encore jamais travaillé avec un corps de bête où je suis censé faire 400 kilos. Apprendre à donner vie à ce personnage, c'était très intéressant […] ».

### Tournage
Le tournage du film débute le 5 novembre 2012 dans les Studios de Babelsberg à Potsdam (dans la banlieue de Berlin). « L’avantage de ce studio à Babelsberg, c’est que la salle de montage se trouve à vingt mètres du lieu de tournage. À la pause déjeuner et le soir, je visionnais les assemblages des scènes de la veille. S’il manquait un plan, on pouvait réagir aussitôt. C’est un luxe insensé qui nous a permis de finir en cinquante-sept jours ».

### Musique
La bande originale est composée par Pierre Adenot,. Le générique de fin, Sauras-tu m'aimer ?, est chanté par Yoann Fréget, gagnant de la Saison 2 de The Voice. Le final "Prologue" est très évocateur du Scherzo Fantastico op. 25 de Josef Suk.
| No  | Titre                               | Durée |
| --- | ----------------------------------- | ----- |
| 1.  | Il était une fois un riche marchand |       |
| 2.  | Perducas                            |       |
| 3.  | Dans la tourmente                   |       |
| 4.  | Le château de la Bête               |       |
| 5.  | Tadums                              |       |
| 6.  | Le rosier                           |       |
| 7.  | Départ chez la Bête                 |       |
| 8.  | La princesse et les lucioles        |       |
| 9.  | Premier repas                       |       |
| 10. | Cache-Cache                         |       |
| 11. | La biche                            |       |
| 12. | Une autre valse                     |       |
| 13. | Sur le lac gelé                     |       |
| 14. | Revenez papa chéri                  |       |
| 15. | Chasse et mort de la princesse      |       |
| 16. | Le danger                           |       |
| 17. | Pillage                             |       |
| 18. | Dieu de la forêt                    |       |
| 19. | Perducas contre la Bête             |       |
| 20. | Épilogue                            |       |

## Accueil

### Sortie
La sortie a été fixée au 12 février 2014, selon le producteur Richard Grandpierre.

### Critique

#### En France
France Télévisions salue « une grande aventure visuelle, démonstrative d’un savoir-faire français de haute volée (…) Christophe Gans joue pour beaucoup de sa puissance illustrative, comme dans ses autres films. Un pouvoir, une forces visuelle qui renvoient à ses références majeures que sont les films de Mario Bava et du cinéma d’action asiatique, de Tsui Hark notamment (…) ».
Le Nouvel Observateur commente « une version épique et survoltée (…) "une love story transgressive", où passe l'ombre de Miyazaki et celle de Jeanne-Marie Leprince de Beaumont ».
Pour Libération, « Christophe Gans déploie comme à son habitude un grand numéro d’artificier obsessif, d’artisan brillant, mais aussi d’enfant prolongé, encore sincère dans sa façon de s’abandonner à ses pulsions scopiques ».
Pour Le Figaro, « on se plaît à trouver, dans un double discours plus symbolique, la tension sexuelle propre à tous les contes, à travers une représentation métaphorique du désir »[réf. souhaitée].
Selon Mad Movies, « la générosité dont fait preuve Gans emporte tout sur son passage et les ambitions romanesques de La Belle et la Bête anoblissent le cinéma français ».
« À la croisée des chemins entre merveilleux, fantastique et aventure, ce film divertissant n'égale pas la hauteur de ses ambitions », note Les Fiches du cinéma.
« Le réalisateur du Pacte des loups échoue à susciter l’émotion, délivrant un film creux, poussé à la surenchère pour des raisons commerciales » pour aVoir-aLire.com.

### Box-office
Lors de sa première semaine d'exploitation en salle, le film La Belle et la Bête enregistre 658 553 entrées en France, se classant à la seconde position du Box-Office français, derrière la comédie Les Trois Frères : Le Retour (avec 1 112 863 entrées). Le film réalise un assez bon démarrage. Vendu dans de nombreux pays, le film devait faire 3 millions d'entrées pour être rentable (ce qu'il fera).
| Pays ou région | Box-office        | Date d'arrêt du box-office | Nombre de semaines |
| -------------- | ----------------- | -------------------------- | ------------------ |
| France         | 1 824 476 entrées | 8 avril 2014               | 8                  |
| Italie         | 722 601 entrées   | 18 mars 2014               | 3                  |
| Russie         | 284 000 entrées   | 9 avril 2014               | 1                  |
| Espagne        | 157 000 entrées   | 9 avril 2014               | 3                  |
| Belgique       | 72 000 entrées    | 1er avril 2014             | 5                  |
| Suisse         | 25 232 entrées    | 15 avril 2014              | 9                  |
| Monde          | 3 841 269 entrées | 1er juin 2014              | -                  |

## Distinctions
La Belle et la Bête a été sélectionné 13 fois dans diverses catégories et a remporté 1 récompense,.

### Récompense
- César du cinéma 2015 : César des meilleurs décors décerné à Thierry Flamand.

### Nominations
- Festival international du film de Berlin 2014 :
  - Nommé à l'Ours d'Argent du Meilleur acteur pour Christophe Gans,
  - Nommé à l'Ours d'Argent du Meilleur réalisateur pour Christophe Gans,
  - Nommé à l'Ours d'Argent de la Meilleure contribution artistique pour Christophe Gans,
  - Nommé à l'Ours d'Argent de la Meilleure musique de film pour Christophe Gans,
  - Nommé à l'Ours d'Argent du Meilleur scénario pour Christophe Gans,
  - Nommé à l'Ours d'Argent du Grand Prix du jury pour Christophe Gans,
  - Nommé à l'Ours d'Or pour Christophe Gans,
  - Nommé au Prix Alfred-Bauer pour Christophe Gans,
  - Mention spéciale du jury pour Christophe Gans.
- Prix du cinéma européen 2014 :
  - Nommé au Prix du public du cinéma européen pour Christophe Gans.
- César du cinéma 2015 :
  - Meilleurs costumes pour Pierre-Yves Gayraud,
  - Meilleure photographie pour Christophe Beaucarne.